# Pressió atmosfèrica

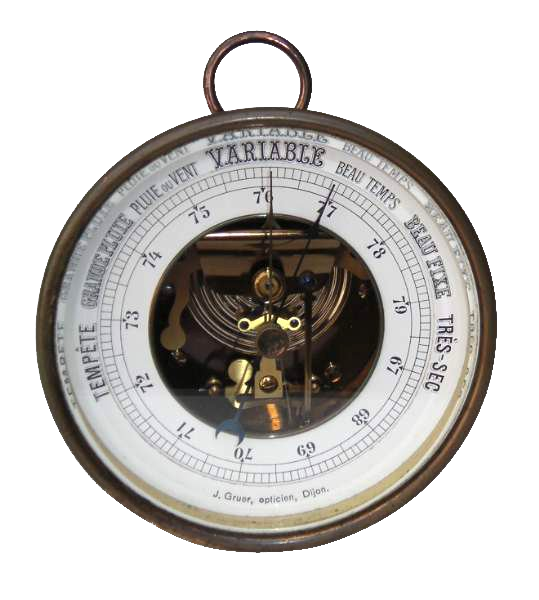
Un baròmetre aneroide

La pressió atmosfèrica és la pressió que exerceix l'atmosfera terrestre sobre la Terra a causa del pes de l'aire sobre la superfície. La pressió atmosfèrica afecta totes les superfícies que estan en contacte amb l'aire, independentment de la seva posició.
La pressió atmosfèrica és donada pel quocient entre el pes d'una columna d'aire que es troba a la vertical d'una superfície horitzontal fins al límit exterior de l'atmosfera i l'àrea de la superfície. A nivell del mar, el valor de la pressió atmosfèrica és 1.013,2 hectopascals.

## Física
En termes físics la pressió es defineix com el resultat d'una força exercida sobre una superfície (P=F/S). Al seu torn, la força d'un cos és el producte de la seva massa per l'acceleració que l'empeny (F=m.a). Quan aquesta acceleració és exercida per la gravetat, s'anomena pes. L'atmosfera terrestre, amb tots els elements (sòlids, líquids i gasosos), adquireix una massa que és atreta per l'acceleració de la gravetat de la Terra. Per tant, l'atmosfera exerceix una pressió sobre la superfície terrestre: la pressió atmosfèrica, que es pot definir com el pes que exerceix la columna d'aire sobre la superfície.
Els àtoms i les molècules que formen les diferents capes de l'atmosfera es mouen constantment en direccions aleatòries. Malgrat la seva petita mida, quan xoquen amb una superfície, exerceixen una força sobre aquesta superfície: la pressió. Cadascuna de les molècules és massa petita i només exerceix una petita força. Tanmateix, si se sumen les forces totals del gran nombre de molècules que toquen una superfície, aleshores la pressió total observada pot ser considerable. La pressió de l'aire pot augmentar o disminuir de dues maneres. L'una és afegint o restant molècules en un recipient, i augmentarà la pressió perquè un nombre més gran de molècules augmentarà també el nombre de col·lisions amb el límit o paret del recipient. Això s'observa com un augment de la pressió.[…] L'altra és l'addició, o bé, la resta de calor. Afegir calor a un recipient pot transferir energia a les molècules d'aire. Les molècules escalfades es mouen a una velocitat més gran, colpejant el límit del recipient amb més força i produint l'augment de la pressió.

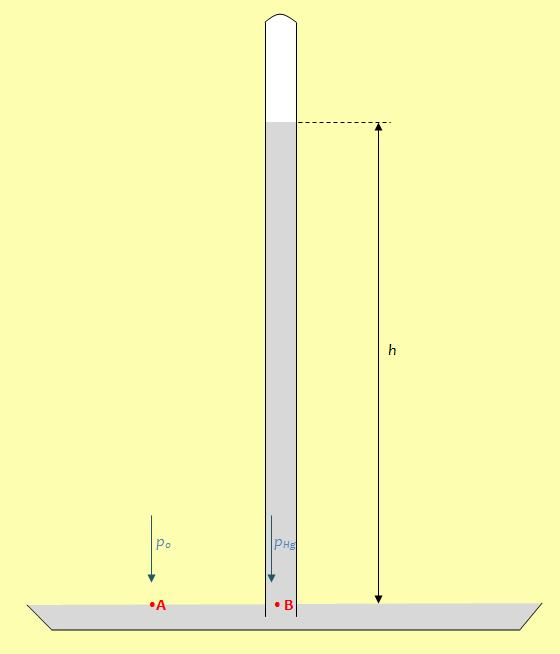
Experiment de Torricelli

## Primers experiments
Galileu (1640) va demostrar el pes de l'aire fent la pesada d'un globus de vidre, ple i buit d'aire. La diferència entre les pesades va ser de 1,293 grams per cada litre de capacitat del globus al nivell de la mar, que és el pes aproximat d'un litre d'aire, mentre el litre d'aigua en pesa 1.000.
Les primeres avaluacions de la pressió atmosfèrica daten del segle XVII per part dels deixebles de Galileu V. Viviani i E.Torricelli, (1643) que va dur a terme l'experiment físic que porta el seu nom. L'experiment va demostrar i avaluar la pressió atmosfèrica que, al nivell de la mar i a 45o de latitud, on el pes de l'aire en una columna de mercuri d'un centímetre quadrat de secció, ascendia fins als 760 mm.

## Instruments de mesura de la pressió atmosfèrica
Pàgina principal: Baròmetre

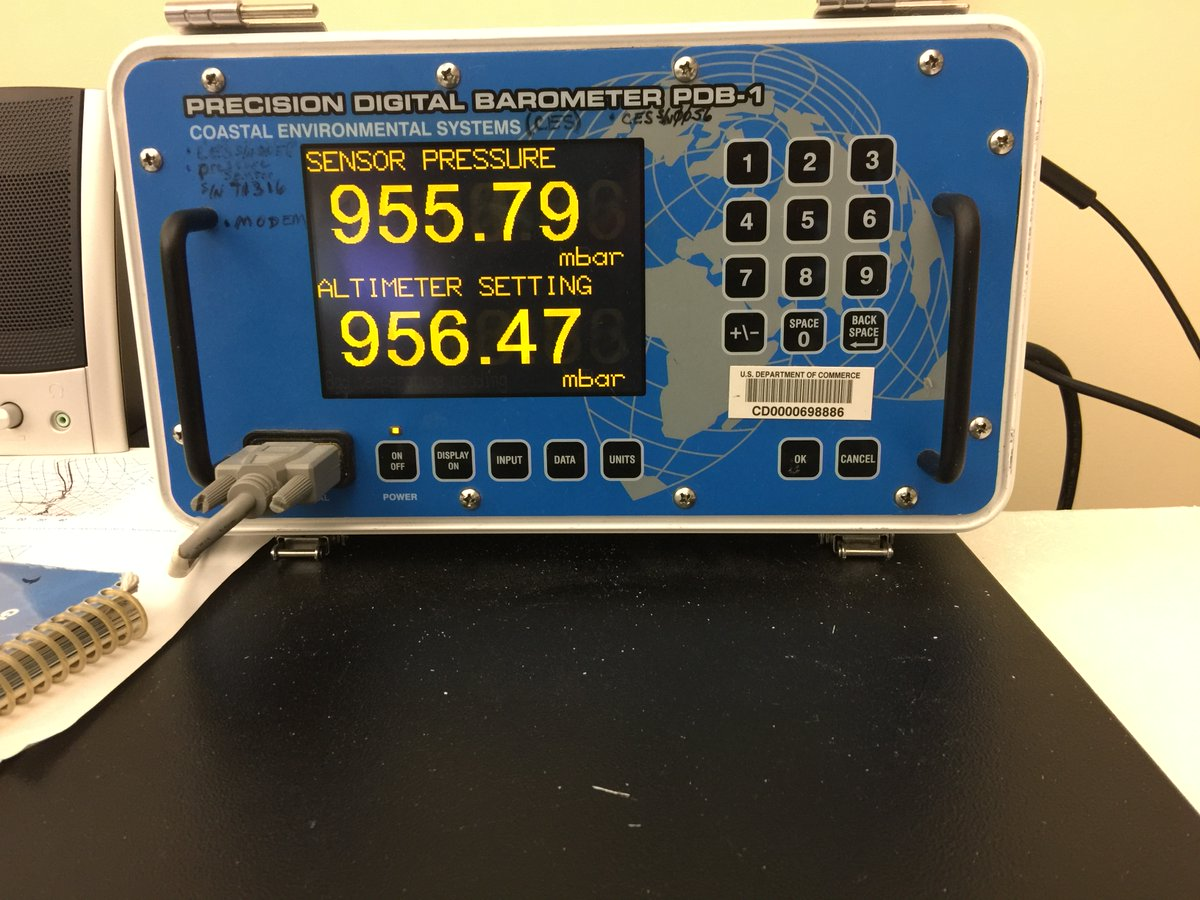
Un baròmetre digital (electrònic) a l'oficina de predicció local del Servei Meteorològic Nacional a Key West, Florida, durant l'episodi de l'huracà Irma (10 de setembre de 2017)

L’instrument per a mesurar la pressió atmosfèrica és el baròmetre. Al nivell de la mar i a una temperatura de 15 °C, la pressió atmosfèrica és igual a la que exerceix una columna de mercuri de 760 mm d’altura, i és anomenada pressió normal.
Principalment hi ha quatre tipus de baròmetres segons els mecanismes que fan servir per a detectar els canvis de pressió:
- El baròmetre de mercuri: la pressió atmosfèrica és equilibrada per una columna de mercuri i compensada per un espai tancat i buit.
- El baròmetre de gas: utilitza la variació de volum d'una certa i coneguda quantitat de gas sota l'efecte de les variacions de la pressió atmosfèrica.
- El baròmetre aneroide: la pressió atmosfèrica s'exercita sobre un recinte metàl·lic, normalment un tambor o cilindre, hermèticament tancat i al buit. La seva tapa es deforma de manera elàstica i amb un sistema mecànic permet amplificar els moviments que en resulten de les variacions de pressió, per a fer-los visibles sobre una esfera de rellotge o gravar-los en una banda de paper mil·limetrat (barògraf).
- El baròmetre electrònic: mesura i mostra les deformacions d'una càpsula de buit, evitant la utilització de les peces mòbils d'un baròmetre aneroide clàssic.

## Unitats de pressió atmosfèrica
Pàgina principal: Pressió
El valor de la pressió atmosfèrica pot variar força d’un lloc a l’altre, per l'altitud i pel pas de pertorbacions atmosfèriques. En meteorologia, la pressió atmosfèrica s'havia expressat inicialment en mil·límetres de mercuri o torrs aproximadament fins al 1914, a partir d’aquesta data en mil·libars i actualment en hectopascals. Hi ha altres unitats de pressió que no són del Sistema Internacional (SI) com l'atmosfera, el PSI (lliura per polzada quadrada) o l'atmosfera tècnica, que encara són utilitzades en alguns països, com per exemple als Estats Units. La unitat del SI per a la pressió és el pascal (Pa), que equival a un newton per metre quadrat (N/m² o kg/m·s-2·m-2). El nom va ser adoptat l'any 1971 en honor al científic Blaise Pascal. abans d'això, la pressió en el SI s'expressava en N/m².

## Pressió atmosfèrica i altitud
Les zones situades a l'altura del nivell del mar tenen més pressió atmosfèrica que les que estan més elevades. Com més amunt del nivell del mar, més petita és la pressió atmosfèrica, ja que hi ha menys gruix d'aire al damunt. Això també fa que l'aire sigui més dens al nivell del mar que al cim d'una muntanya.
Allà on hi ha menys aire també hi ha menys oxigen disponible, ja que l'aire és una barreja de gasos, incloent-hi l'oxigen. Vet aquí per què els alpinistes, quan han d'escalar els cims més alts del planeta, han d'equipar-se amb bombones d'aire comprimit. La pressió disminueix ràpidament amb l'alçada, però a més hi ha diferències de pressió entre unes zones i altres de la troposfera, a una mateixa alçada, a causa del moviment i comportament meteorològic de les masses d'aire. Són denominades zones d'altes pressions, quan la pressió, reduïda al nivell del mar, és major de 1.013 mil·libars, i zones de baixes pressions si el valor és menor.
A major altitud, la capa atmosfèrica és més prima, la densitat de l'aire disminueix, i també ho fa la pressió atmosfèrica. Les taules estàndard d'altitud-pressió permeten als alpinistes i als aviadors determinar una altitud aproximada mesurant la pressió atmosfèrica. Aquesta relació també funciona a la inversa. L'alçada d'una muntanya determina, aproximadament, la densitat de l'aire al seu cim. A mesura que l'aire es torna menys dens, conté menys gasos per unitat de volum i, per tant, menys oxigen. Els fisiòlegs utilitzen aquesta informació per predir la privació d'oxigen a la qual s'enfronta un alpinista a gran altitud.
La pressió més alta a les àrees continentals de la Terra es registra a l'àrea costanera de la mar Morta a una altitud de -457 msnm amb un valor de 1.070 hPa, mentre que la més baixa és a l'àrea i cim de l'Everest de 8.848 m amb 301 hPa.
Si la densitat atmosfèrica hagués de ser constant amb l'alçada, l'atmosfera s'acabaria bruscament als 8,5 km. En canvi, la densitat disminueix amb l'alçada, descendint un 50% a una l'altitud d'uns 5,6 km. En resum, la pressió disminueix de manera exponencial amb l'alçada en un factor de e=2 aproximadament cada 5,6 km i un factor de e=2,718 aproximadament cada 7,64 km, fins a l'alçada d'escala mitjana de l'atmosfera terrestre per sota de 70 km. Això és per causa dels canvis de temperatura, massa molecular mitjana i la gravetat al llarg de la columna atmosfèrica.

### Fórmula baromètrica

La pressió de l'aire "p" en funció de l'altitud "h" (fórmula baromètrica)

Pàgina principal: Fórmula baromètrica
La Fórmula baromètrica o Fórmula de l'anivellament baromètric descriu el repartiment vertical de les molècules de gas a l'atmosfera terrestre i, per tant, la variació de la pressió en funció de l'altitud. Es tracta d'un gradient de pressió vertical, però que només permet aproximacions matemàtiques per causa de la dinàmica del clima en l'atmosfera inferior. En una primera aproximació es pot suposar que a nivell del mar la pressió atmosfèrica disminueix 1 hectopascal quan l'altitud augmenta 8 metres.

### Fórmula internacional de l'anivellament baromètric
Prenent el nivell del mar com a altitud de referència h0, i considerant per l'atmosfera un estat mitjà definit per l'Atmosfera normalitzada tipus OACI (Temperatura 15 °C = 288,15 K, pressió 1.013,25 hPa, gradient vertical de temperatura 0,65 K per 100 m), s'obté la fórmula internacional d'anivellament baromètric:
{\displaystyle p(h)=1013{,}25\left(1-{\frac {0{,}0065\cdot h}{288{,}15}}\right)^{5{,}255}\mathrm {hPa} }
Aquesta fórmula permet el càlcul de la pressió a una certa altitud, sense haver de conèixer la temperatura o el gradient vertical de temperatura. Tanmateix la seva precisió és limitada.

### Atmosfera Estandard Internacional
Pàgina principal: Atmosfera Estandard Internacional
L'Atmosfera Estàndard Internacional (ISA, per les seves sigles en anglès) és un model atmosfèric estàtic o invariant de com canvien la pressió, temperatura, densitat i viscositat de l'atmosfera terrestre a diferents altituds. Va ser creat per l'Organització d'Aviació Civil Internacional (ICAO) i s'utilitza bàsicament en navegació aèria. Consisteix en taules amb valors tipificats per a diverses altituds, així com fórmules per a calcular-los. L'ISO (International Organization for Standardization) va reconèixer l'ISA com a l'estàndard internacional amb la denominació ISO 2533:1975. S'aplica a la planificació en condicions idèntiques, per provar els resultats i permet la unificació en la gamma de proves i calibratge d'instruments. Es recomana per al tractament dels resultats d'observacions de geofísica i meteorologia.

## Pressió atmosfèrica i meteorologia
Aquesta pressió fa que ens podem anticipar i saber amb temps la situació meteorològica que es pot esdevenir les properes hores, o inclús els propers dies.
Les masses d'aire es desplacen des de les àrees de més pressió a les de menys pressió i produeixen els vents.
Les isòbares són les línies que uneixen punts d'igual pressió. Els mapes isobàrics són utilitzats pels meteoròlegs per a les prediccions del temps.
Es pot mesurar la pressió atmosfèrica amb un baròmetre. Aquests aparells mesuren la pressió en mil·límetres de mercuri (mmHg), o en mil·libars (mbar). La pressió normal al nivell del mar equival a 760 mmHg o 1.013 mbar. Un augment de la pressió atmosfèrica per sobre de la normal, indica la presència d'un anticicló, una disminució indica una depressió. Es fan mapes de pressió atmosfèrica, on es marquen les línies isòbares, que ajuden els meteoròlegs a fer prediccions meteorològiques.

### Pressió atmosfèrica i el vent
Els mecanismes que originen el vent es relacionen amb la dinàmica de fluids. Un fluid, com ara l'aire, està en repòs quan en el pla horitzontal tots els punts reben la mateixa pressió, és produeix una situació d'equilibri. Quan les pressions són desiguals es produeix un gradient de pressió que provocarà un moviment en l'aire (fluid) des dels llocs d'altes pressions als llocs de baixes pressions de manera que es tendeix a una situació de restauració de l'equilibri. El moviment horitzontal de l'aire està controlat per l'acció de diverses forces:

#### Força del gradient de pressió
Pàgina principal: Gradient de pressió
És la causa original del moviment de l'aire. En depèn la velocitat inicial i la direcció de desplaçament. Com més a prop estiguin les isòbares més gran serà l'acceleració deguda al gradient de pressió. D'altra banda, a menor densitat, més gran serà l'acceleració del vent (ja que hi ha un menor fregament entre les molècules que es desplacen), això implica que els vents de major velocitat siguin sempre en alçada.

#### Força de Coriolis
Pagina principal. Efecte de Coriolis
És produïda per efecte de la rotació de la terra i desvia el flux d'aire de la seva direcció original amb relació a un observador a terra. És perpendicular a la direcció del vent i el desvia cap a la dreta a l'hemisferi nord i cap a l'esquerra a l'hemisferi sud. És proporcional al sinus de la latitud, raó per la qual serà màxima als pols i mínima a l'Equador.

#### Vent geostròfic
L'acció conjunta de la força del gradient i de la força de Coriolis fan que el vent bufi de manera pràcticament paral·lela a les isòbares deixant, a l'hemisferi nord, les cèl·lules d'alta pressió a la dreta i les de baixa pressió a l'esquerra. Això implica un gir en el sentit de les agulles del rellotge al voltant de les altes pressions i en sentit contrari al voltant de les baixes (equilibri geostròfics).

#### Força de fregament
A les capes baixes de l'atmosfera apareix una darrera força deguda al fregament del vent sobre la superfície que tendeix a desviar el vent de la direcció teòrica del vent geostròfic, cap a l'esquerra a l'hemisferi Nord i cap a la dreta a l'hemisferi Sud. El resultat és que l'aire manté una tendència a desplaçar-se cap al centre de les depressions i cap a l'exterior dels anticiclons a una velocitat inferior a la corresponent al vent geostròfic. La influència d'aquesta força de fregament va disminuint amb l'alçada fins a desaparèixer a una altitud equivalent als 500 hPa.

## Pressió atmosfèrica i salut humana
Un estudi va recollir les dades meteorològiques durant tres anys a l'Observatori Fabra: AP (Pressió atmosfèrica), humitat relativa, temperatures màximes, mínimes i mitjanes, i les variacions d’aquestes mesures respecte al dia anterior. Després de l'exhaustiva recollida de dades, s'ha observat que el global dels ictus tenen una lleugera associació amb la pressió atmosfèrica i que pren més força amb les variacions.